# إبراهيم البواردي
إبراهيــم بن محمد البواردي (1964 -) هو فنان تشكيلي سعودي.

## حياته ونشأته
من مواليد محافظة المذنب 1384هـ حصل على دبلوم التربية الفنية سنة 1403هـ.

## مسيرته
- معلم تربية فنية، ورئيس لجـنـة الفـنـون التشكيلية والخط العربي بالجمعية العربية السعودية للثقافة والفنون فرع القصيم، شارك في أكثر من 30 معرضا جماعيا محليا ودوليا.

- دورة مسؤولي مراسـم الأنديـة عام1403ه جامعة الملك سعود بالرياض[4]

## المعارض[5]
التي أقيمت خارج المملكة والتي شـارك بها
معرض شباب دول مجلس التعاون الخليجي عام1990م أبوظبي
المعـارض التي شــارك بها داخل المملــكة
1/المعرض العام الأول للمراسم عام1403هـ *الرياض*
2/معارض المكتب الرئيسي لرعاية الشباب بالقصيم1406_1407_1408_1409هـ*القصيم*
3/المعرض الأول لفناني القصيم_جمعية الثقافة والفنون بالقصيم1407هـ*القصيم*
4/المعرض العام الثالث للمراسم1407هـ*أبها*
5/معرض المقتنيات العاشر1408هـ*الرياض*
6/معرض المهرجان الوطني الرابع للتراث والثقافة 1408هـ*الرياض*
7/المعرض العام التاسع للمناطق1408هـ*الدوادمي*
8/المعرض العام الرابع للمراسم1409هـ*أبها*
9/معرض المقتنيات الحادي عشر عام1409هـ*أبها*
10/معرض جمعية الثقافة والفنون بالقصيم عن أحداث الخليج1990م بالقصيم
11/المعرض الثالث لفناني منطقة القصيم الخط العربي والزخرفة الإسلامية بالقصيم عام 1415هـ
12/المعرض الخيري الأول لفناني القصيم لصالح هيئة الإغاثة الإسلامية عام 1418هـ*عنيزه*
13/معرض المهرجان الوطني الثالث عشر للتراث والثقافة 1418ه*الرياض*
14/معرض المهرجان الوطني الرابع عشر للتراث والثقافة المواكب احتفالات المملكة بالمئوية 1419ه*الرياض*
15/معرض المعلمين الأول للفنون التشكيلية (وزارة المعارف)1420هـ*الرياض*
16/معرض فناني منطقة القصيم في المهرجان الوطني الخامس عشر للتراث والثقافة 1420ه*الرياض*
17/معرض الجداريات الأول لفناني القصيم الخاص بإمارة منطقة القصيم عام2001م*القصيم*
18/معرض العام للفنون التشكيلية ومكتب رعاية الشباب بالرس 1423هـ*الرس*
19/معرض شركة الزيت لفناني منطقة القصيم عام1424هـ*الخفجي*
20/مشارك في الرسم الحي بمقر تراث القصيم بالجنادريه أمام الزوار من عام1419-1430هـ
21/المشاركة في أسبوع اليمامة الثقافي الأول (المعرض التشكيلي) في كلية اليمامة بالرياض عام 1427 هـ
22/ عضو مشارك في تحكيم مسابقة أفضل المجسمات التجميلية لبلدية محافظة المذنب 1427هـ
23/معرض النادي الإدبي بالقصيم (تهويد القدس) لفناني وفنانات القصيم عام1428هـ
24/معرض جمعية الثقافة والفنون عام1428هـ الأحـساء
25/معرض جمعية الثقافة والفنون لفناني وفنانات القصيم الثامن عام1428هـ
26/معرض ومسابقة«طيبة» جمعية الثقافة والفنون فرع المدينة "1429" المدينة المنورة
27/معرض ومسابقة تواصل«الفن للحياة» والتي اقيمت في فندق الفيصلية بالرياض عام2008م
28/معرض تشكيلي عن نصرة الرسول في أبـها عام 2008م
29/معرض تشكيلي «فداك يا رسول الله» الجولة الثالثة في القطيف مهرجان الدوخلة 2008م والجولة الرابعة في كورال بيتش جدة 2009م

## خبــراته[6]
- مشرف عام على مرسم نادي التقدم في محافظة المذنب من عام 1406 - 1409 هـ
- المشاركة في اعداد وتنظيم معارض التربية الفنية لمدارس محافظة المذنب من عام 1406 هـ
- الإشراف على مركز برنامج رعاية الطلبة المبدعين في التربية الفنية عام 1425 هـ
- المشاركة في تنظيم ورش عمل ومحاظرات في مجال خبرات التربية الفنية والفن التشكيلي
- المشاركة في الاشراف والاعداد لمعرض حملة التضامن الوطني ضد الإرهاب في صيف المذنب السياحي عام 1426 هـ
- المشاركة في الاشراف والاعداد على المعرض التشكيلي والرسم الحي في جناح القصيم في المهرجان الوطني للتراث والثقافة بالجنادرية من عام 1419 - 1430هـ
- المشاركة في اعداد المعارض التشكيلية وبرامج لجنة الفنون التشكيلية والخط العربي في جمعية الثقافة والفنون بالقصيم من عام 1428 هـ
- المشاركة في اشراف واعداد المعرض التشكيلي لفنانات المدينة المنورة عن نصرة الرسول «صلى الله عليه وسلم» بالقصيم 1429 هـ

## جوائز
- جوائز عينية ولوحات اقتناء ومجموعة شهادات التقدير من الأمير فيصل بن فهد بن عبد العزيز.

والأمير متعب بن عبد الله بن عبد العزيز آل سعود
والأمير فيصل بن بندر، ومن الأمين العام للمجلس التعاون الخليجي عبدا لله بشارة وعدد المسئولين.